# Historia de la Suprema Corte de Justicia de la Nación (México)
La Historia de la Suprema Corte de Justicia de la Nación, Máximo Tribunal Constitucional de México y cabeza del Poder Judicial de la Federación, está organizada de acuerdo a los diversos periodos históricos mexicanos. 
La Suprema Corte de Justicia de la Nación fue establecida en el proyecto constitucional centralista conocido como "Las Siete Leyes" y se rige actualmente por principios y disposiciones contenidas en la Constitución Política de los Estados Unidos Mexicanos y la Ley Orgánica para el Poder Judicial de la Federación. La Suprema Corte entró en funciones en conjunto con el proyecto de ley que la designó en marzo de .1825

## Antecedentes
El Supremo Tribunal de Justicia para la América Mexicana fue el primer tribunal supremo que intentó tener México como nación independiente y fue organizado por José María Morelos en el Decreto Constitucional para la Libertad de la América Mexicana de 22 de octubre de 1814. Este tribunal trabajó en 1815 en varias ciudades de la Nueva España, siendo instalado en Ario (municipio), Michoacán. Tres de los presidentes de este tribunal fueron José María Sánchez de Arriola, Antonio de Castro y José María Ponce de León. 
Antes de consumarse la Independencia en septiembre de 1821 regía la Constitución liberal de Cádiz de 1812; las Audiencias Territoriales de Nueva España y de Nueva Galicia continuaron trabajando con varios magistrados de carrera de origen mexicano e iberoamericano como Juan José Flores Alatorre, José María Rosas y Muñive, Manuel de la Peña y Peña, el venezolano (parte de la Gran Colombia) José Domingo Rus y Ortega, o el chileno Manuel Elizalde. Los españoles marcharon a su patria, pues el Plan de Iguala del 24 de febrero de 1821 había previsto: 

Todos los ramos del Estado y empleados públicos subsistirán como en el día y sólo serán removidos los que se opongan a este Plan.
Artículo 15Plan de Iguala

### Independencia mexicana
Sin lugar a dudas, el Decreto Constitucional para la Libertad de la América Mexicana es el primer documento del México independiente, en el que aparece por vez primera la instauración de un Supremo Tribunal de Justicia, el Supremo Tribunal de Justicia para la América Mexicana, antecesor de la actual, Suprema Corte de Justicia de la Nación; y si bien el citado decreto careció de real vigencia, no por ello deja de ser un importante antecedente en el establecimiento de la justicia nacional, históricamente hablando. 
En el artículo 44 del citado decreto, se estableció que la soberanía del pueblo correspondía al Supremo Congreso Mexicano, y que además se crearían dos corporaciones, una con el título de Supremo Gobierno, y otra, con el del Supremo Tribunal de Justicia; que éste se integraría por cinco individuos, los que en su número podrían aumentarse por deliberación del congreso según lo requieran las circunstancias (Art. 181); que la corporación de individuos que la compusieren sería renovada cada tres años en la forma siguiente: en el primero y en el segundo saldrán dos individuos; y en tercero uno: todos por medio de sorteo que hará el Supremo Congreso (Art. 183); que tendría dos fiscales letrados, uno para lo civil y el otro para lo criminal (Art. 184); que tendría dicho tribunal el tratamiento de Alteza; para aquellos que la compusieran como titulares del mismo, el de Excelencia, durante el tiempo de la comisión, y que los fiscales; y secretarios durante su ejercicio deberían de ser llamados como su Señoría. Lo anterior se cita con el objeto de hacer resaltar la magnificencia y seriedad que se dio en este Decreto Constitucional a la creación del Supremo Tribunal de Justicia. 
Dadas las condiciones históricas que se vivían, el citado tribunal tuvo la necesidad de trasladarse a la población de Ario, Michoacán, en donde se dice despachó asuntos de su competencia, entre otros: el fallar las causas instruidas contra altos funcionarios del gobierno; así como, el conocer en segunda, o tercera instancia, de las resoluciones de los tribunales inferiores y decidir la competencia de estos. Poco fue el tiempo en que funcionó, pues huyendo las fuerzas realistas y siendo protegidos por Morelos, fueron alcanzados por Calleja, momento en el cual, el primero, protege la huida del tribunal; motivo por el que éste fue aprehendido y fusilado en San Cristóbal de Ecatepec, el 22 de diciembre de 1815. Como consecuencia de lo anterior, se disuelve el Congreso, dando fin a esta histórica etapa de la vida de México.

### Real Audiencia y el Plan de Casa Mata
En noviembre de 1823, Pablo de la Llave -Regente de la Real Audiencia de México- escribió que, no se había instalado el Tribunal Supremo de Justicia -que preveía el reglamento provisional del Imperio de Agustín de lturbide- y sólo había dos audiencias o Tribunales de Segunda Instancia para un inmenso territorio: la de Guadalajara y la de la Ciudad de México. 
El Proyecto de Acta Constitutiva de la Federación (Plan de Casa Mata), del 28 de diciembre de 1823, por primera vez usa el término Corte Suprema de Justicia, en vez de Tribunal Supremo que utilizaba la Constitución de Cádiz. Ya establecida la Suprema Corte conforme a la Constitución Federal de octubre de 1824, varios de los magistrados que fueron elegidos habían sido antes oidores de las audiencias, como Juan Nepomuceno Gómez Navarrete, Juan José Flores Alatorre, Manuel de la Peña y Peña, y José Domingo Rus y Ortega. Principió a trabajar la nueva corte en marzo de 1825. 
En el siglo XIX la corriente conservadora prefirió la expresión "Tribunal Superior de Justicia" en tanto la liberal adoptó el término "Suprema Corte de Justicia".

## Evolución histórica

### Primera República Federal
El Acta Constitutiva de la Federación Mexicana del 31 de enero de 1824, marca el inicio de la vida jurídico-política del México independiente, dando origen a la Constitución Federal de los Estados Unidos Mexicanos del 4 de octubre de 1824, documento en el que ya se dispone la división de los poderes en los que se asienta y justifica el nuevo gobierno, esto es, el Poder ejecutivo, denominado en su artículo 74 el Supremo Poder ejecutivo; el Poder legislativo, integrado por una Cámara de Diputados y una de Senadores (Art. 7), y el Poder judicial, (Art. 123).

### Época del Centralismo
Surgen durante esta etapa de la Historia de México los Partidos Liberal y Conservador, ya se hablaba entonces de la posible reforma a la Constitución de 1824 y de las bases para la nueva Constitución. El 2 de octubre de 1835, la comisión a la que el congreso había encomendado las reformas constitucionales presentó el proyecto que se convirtió en lo que se denominó: "Bases para la nueva constitución" que dio fin al sistema federal y paso a la nueva ley fundamental, la que fue dividida en siete estatutos, razón por la cual a la constitución centralista de que se trata se la conoce también como la Constitución de las Siete Leyes. 
El quinto estatuto (Quinta Ley Constitucional) se refiere precisamente al Poder Judicial de la República Mexicana, disponiendo en su artículo 1°: 

El poder judicial de la República se ejercerá en una Corte Suprema de Justicia, por los Tribunales Superiores de los Departamentos, por los de Hacienda que establecerá la Ley de la Materia y por los Juzgados de primera instancia.
Artículo 1°Siete Leyes

Resulta evidente, que en este ordenamiento son suprimidos los tribunales de circuito, así como los juzgados de distrito, lo que resultó un retroceso para la administración de justicia, en cuanto a que se le mutilaron importantes instituciones de su quehacer. 
Por otra parte debe señalarse que en este cuerpo constitucional, se dispone en su artículo 2, que la Corte Suprema de Justicia sería integrada por once ministros y un fiscal. 
Efímera fue la vigencia de la Constitución del 30 de diciembre de 1836. Al respecto, el ilustre jurista Don Felipe Tena Ramírez, comenta: 

...la hostilidad hacia ella de los federalistas se hizo sentir en todas sus formas, desde las solicitudes para el cambio de sistema, que con nombre de: "Representaciones" caracterizaron a la época, hasta las conjuraciones o pronunciamientos militares, que no por ser sofocados dejaban de renacer...
Felipe Tena RamírezLeyes Fundamentales de México 1808-1973

El Federalismo crecía cotidianamente y se hacía presente a cada momento, aún dentro del seno del propio gobierno. La lucha entre Federalistas y Centralistas fue enconada, lo que provocó que para diciembre de 1838 el presidente Don Carlos María Bustamante, pidiera la fusión de los partidos; que todos ellos transigieran y que dejaran para después sus diferencias hasta concluir la guerra que en ese momento se había entablado con Francia.

### Plan de Ayutla
El 23 de mayo de 1855, el gobierno general, a través de Ignacio Comonfort, entonces Presidente sustituto de la República Mexicana, decretó, en uso de las facultades que le concedía el Plan de Ayutla, reformado en Acapulco , el llamado Estatuto Orgánico Provisional de la República Mexicana. 
En la sección séptima de dicho estatuto, en los artículos 96 y 101, se dispone lo relativo al "Poder Judicial General".

### Época del Liberalismo
En 1857 el orden jurídico se enaltece con la expedición de una nueva Constitución, el 5 de febrero del mismo año. 
El Poder Judicial, dice Francisco de Paula Arango:

Es electivo cada seis años, sin que para ser magistrado en él se exija más requisito que estar instruido en la ciencia del derecho a juicio de los electores; ser mayor de treinta y cinco años y ciudadano mexicano por nacimiento, en ejercicio de sus derechos.
Francisco de Paula ArangoMéxico desde 1808 hasta 1867

La Suprema Corte sigue de pie, con muchos problemas, respondiendo a las necesidades de la impartición de justicia en la medida en la que puede hacerlo y se le permite; aún no rompe las cadenas a las que se le somete a través de pasadas constituciones. Se gobernaba en la incertidumbre de las luchas internas y con los pocos elementos con los que contaba, pero aun así, cumplía su misión. 
La Constitución de 1857, fue el producto de profundas disertaciones históricas, jurídicas y filosóficas, destacando intervenciones como las de los insignes diputados Don Francisco Zarco, de Ponciano Arriaga y por supuesto la ponencia de Don Mariano Otero quién pretendía restaurar la Constitución de 1824, considerándose para ello reformas a la misma, tales como, la prohibición para que corporaciones religiosas adquirieren bienes inmuebles, abolición de fueros militares y eclesiásticos. 
La Constitución de 1857 resulta una Constitución liberal, en la que en sus debates camarales ya detenta la semilla de los aspectos sociales, que posteriormente serán plasmados en la Constitución política de 1917.

### Época Posrevolucionaria
La dictadura de Porfirio Díaz, semilla de la no reelección, propicia la regeneración de la Nación Mexicana. Don Francisco I. Madero, se coloca como figura central del movimiento. 
La convención nacional independiente de los partidos aliados, Nacional Antireeleccionista y Nacional Democrático está dando sus frutos; los hermanos Flores Magón luchan por la causa. Ya nadie aspiraba a dominar para sí, sino fundamentalmente para la libertad interna deseada por el contexto nacional. La pasión política se había exacerbado, y el 5 de febrero de 1917 surge el estandarte jurídico político más trascendente del siglo XX, esto es, la Constitución Política de 1917, precedida por el Plan de San Luis, el de Ayala y el primer mensaje que se hiciere a la Nación Mexicana por el entonces gobernador de Coahuila, Don Venustiano Carranza, en 1916, que en una de sus partes más importantes dice: 

La Constitución Política de 1857, que nuestros padres dejaron como legado precioso a la sombra de la cual se ha consolidado la nacionalidad mexicana; que entró en el alma popular con la guerra de la Reforma, en la que se alcanzaron grandes conquistas, y que fue la bandera que el pueblo llevó a los campos de batalla en la guerra contra la intervención, lleva indiscutiblemente, en sus preceptos, la consagración de los más altos principios, reconocidos al fulgor del incendio que produjo la revolución más grande que presenció el mundo en las postrimerías del siglo XVIII, sancionados por la práctica constante y pacífica que de ellos se ha hecho por dos de los pueblos más grandes y más poderosos de la tierra: Inglaterra y los Estados Unidos.
Venustiano Carranza, Gobernador de CoahuilaTexto del Plan de Guadalupe

En dicho documento, también se dice: 

No podré deciros que el proyecto que os presento sea una obra perfecta, ya que ninguna que sea hija de la inteligencia humana puede aspirar a tanto; pero creedme señores diputados que las reformas que proponga son hijas de una convicción sincera, son el fruto de mi personal experiencia y la expresión de mis deseos hondos y vehementes por el que pueblo mexicano, alcance el goce de todas las libertades, la ilustración y progreso que le den lustre y respeto en el extranjero y paz y bienestar en todos los asuntos domésticos.
Venustiano Carranza, Gobernador de CoahuilaTexto del Plan de Guadalupe

En otra parte de su alocución y refiriéndose a los males de la nación, el varón de Cuatrociénegas expresa: 

La imaginación no puede figurarse el sinnúmero de amparos por consignación al servicio de las armas, ni contra arbitrariedades de los jefes políticos, que fueron, más que los encargados de mantener el orden, los verdugos del individuo y la sociedad.
Venustiano Carranza, Gobernador de CoahuilaTexto del Plan de Guadalupe

Con conceptos de este tipo se va conformando la Constitución Política de 1917, documento que una vez confeccionado por el constituyente revela un gran acierto, no sólo para su tiempo sino para el devenir histórico de la nación mexicana, la que encuentra en él mismo, una estructura adecuada a las necesidades de la impartición de justicia.